# كيفن بروكس (كرة سلة)
كيفن بروكس (بالإنجليزية: Kevin Brooks)‏ مواليد 12 أكتوبر 1969 في كارولاينا الجنوبية، هو مدرب كرة سلة أمريكي ولاعب سابق. بدأ مسيرته الاحترافية في سنة 1991. تم اختياره من قبل فريق ميلووكي باكز خلال الدرافت. وهو مدرب مساعد لفريق أديليد ثيرتي سيكسترز في الدوري الأسترالي لكرة السلة. يبلغ طوله 6 قدم 6 بوصة (2.0 م). اعتزل اللعب في 2004.

## المسيرة الاحترافية
لعب مع دنفر ناغتس من سنة 1991 إلى 1994، ثم لعب مع أسوسيان ديبورتيفا أتيناس في الدوري الأرجنتيني في سنة 1998، ثم لعب مع أديليد ثيرتي سيكسترز في الدوري الأسترالي في موسم 1998–1999، ثم لعب مع أسوسيان ديبورتيفا أتيناس في الدوري الأرجنتيني في سنة 1999، ثم لعب مع سيدني كينجز في الدوري الأسترالي في موسم 1999–2000، ثم لعب مع أديليد ثيرتي سيكسترز في موسم 2000–2001.

## روابط خارجية
- كيفن بروكس على موقع إن بي أي (الإنجليزية)
- كيفن بروكس على موقع سبورتس رفرنس (الإنجليزية)
- كيفن بروكس على موقع كرة السلة الأوروبية.كوم (الإنجليزية)
- كيفن بروكس على موقع كلية كرة السلة في سبورتس رفرنس.كوم (الإنجليزية)
- كيفن بروكس على موقع ريلجم (الإنجليزية)
- كيفن بروكس على موقع بروبوليرز (الإنجليزية)